# KS X 1002

그림으로 나타낸 KS X 1002 문자 집합의 구조

KS X 1002는 한국 산업 규격으로 지정된 한국어 보조 문자 집합으로, 정식 규격명은 "정보 교환용 부호 확장 세트"이며 옛 이름인 KS C 5657로도 알려져 있다. 1991년에 처음으로 제정되었으며 2001년에 개정된 KS X 1002:2001이 최신이다.
KS X 1002는 KS X 1001의 보조 문자 집합으로 제정되었으며, KS X 1001에 없는 많은 글자들을 담고 있다. 하지만 적절한 인코딩 방법이 제시되지 않았으며, 여전히 현대 한글이 완전히 포함되지 않았기 때문에 거의 사용되지 않는다. 현재 KS X 1002를 지원하는 한국어 인코딩은 없는 것으로 알려져 있다.

## 구성
KS X 1002는 94×94 문자 집합이며, 각 행들은 다음과 같이 구성되어 있다. (현대 한글과 한자의 경우, 할당 방법과 정렬은 KS X 1001과 동일하다.)
- 0x21 ~ 0x2A: 라틴 문자와 그리스 문자 확장
- 0x2B ~ 0x2E: 특수 문자들 (그림 문자, 수학 기호, 이중 선 문자, APL 문자, 한글 자모 확장)
- 0x30 ~ 0x44: 현대 한글 확장 (1930자)
- 0x45 ~ 0x56: 옛한글 (1675자)
- 0x57 ~ 0x75: 한자 확장 (2856자)

KS X 1002 한글 확장은 KS X 1001의 한글 영역에서 일반적인 방법으로 입력할 수 없는 문자('쓩' 등)가 있던 문제는 해결했다. 하지만 여전히 현대 한글 중 38.3%만을 지원하고 있기 때문에 근본적인 문제는 해결되지 않았다(일례로 KS X 1002에는 뷁이라는 글자가 없다). 또한 현대 한글보다 그 수효가 훨씬 많은 옛한글을 완성형으로 추가해서 처리를 복잡하게 만든 것도 문제로 지적된다.

## 같이 보기
- KS X 1001 - 한국 산업 규격의 기본 한글 문자 집합
- KS X 1003 - KS X 1001과 함께 사용되는 로마 문자 집합